# Merchant Aircraft Carrier

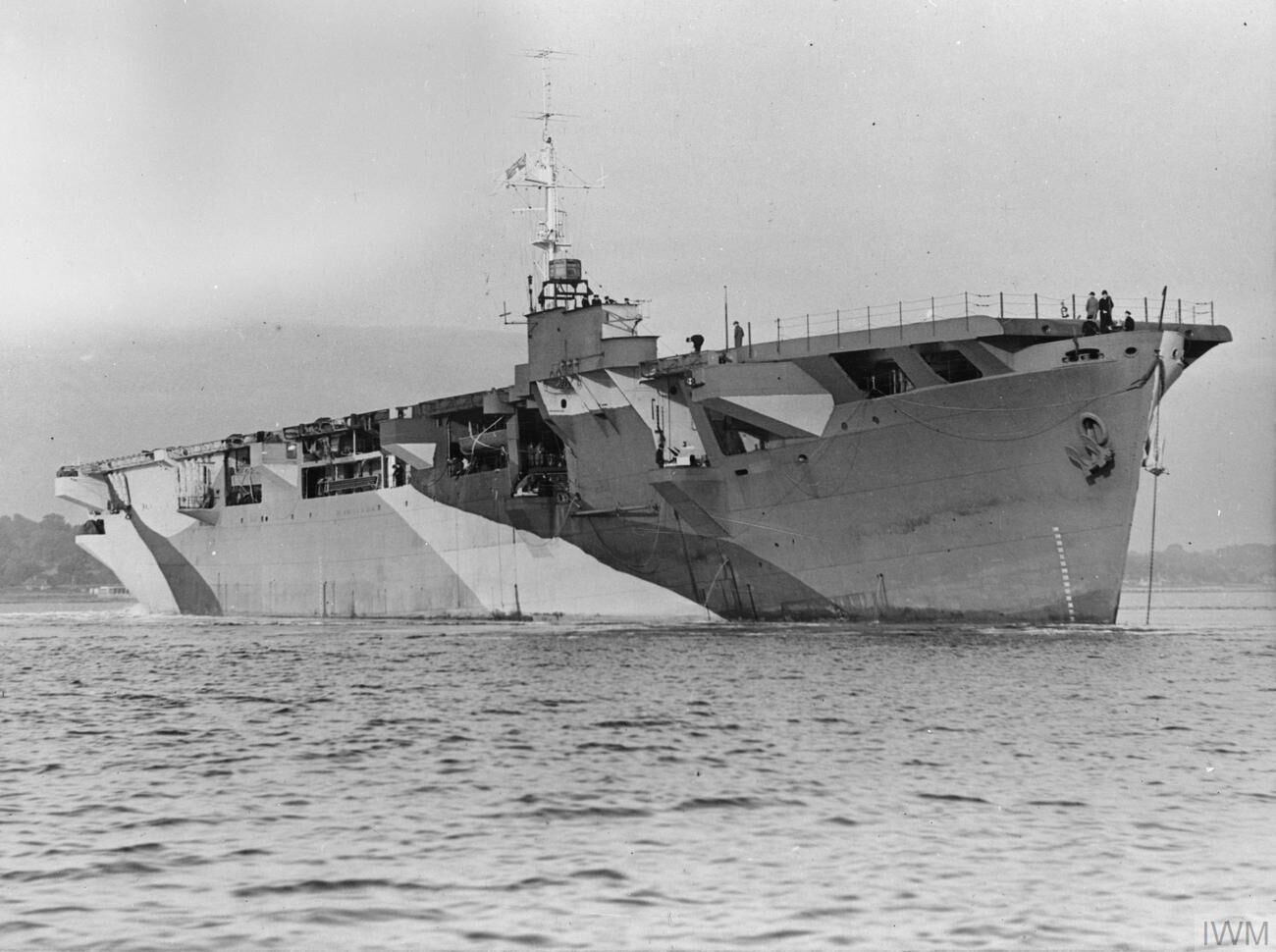
La, in precedenza nota come Empire Activity

Con il termine Merchant Aircraft Carrier (MAC) fu designata una serie di navi mercantili trasformate in portaerei, con attrezzature ridotte al minimo, durante la seconda guerra mondiale dai Paesi Bassi e dal Regno Unito. Queste navi rappresentavano una misura di emergenza in attesa di poter disporre di un sufficiente numero di portaerei di scorta che dovevano essere prodotte negli Stati Uniti d'America.

## Caratteristiche
Queste navi derivavano sia da petroliere che da navi per il trasporto dei cereali. Sul ponte principale del mercantile veniva realizzato un piccolo ponte di volo dotato di una altrettanto piccola "isola". Non erano presenti catapulte o altre attrezzature di supporto agli aerei. Inoltre venivano rimosse tutte le attrezzature che avrebbero potuto intralciare le operazioni di volo. Le MAC erano dotate di un equipaggio civile ed operavano con la bandiera della Marina mercantile, e nonostante le modifiche apportate continuavano a svolgere il loro ruolo di trasporto.
Le modifiche apportate erano molto limitate in quanto la loro trasformazione doveva avvenire nel più breve tempo possibile, di solito circa 5 mesi. La trasformazione delle petroliere non lasciava spazio per poter realizzare un hangar nel quale ricoverare gli aerei, che pertanto dovevano essere ricoverati sul ponte; nelle navi da trasporto cereali invece veniva costruito un piccolo ricovero per gli aerei. Questa differenza faceva sì che sulle petroliere venissero imbarcati tre velivoli mentre sulle navi cerealicole il loro numero saliva a quattro. I velivoli imbarcati erano di solito i Fairey Swordfish il cui compito era quello di effettuare ricognizioni nei pressi del convoglio. Il ponte di volo realizzato sulle petroliere era lungo 140 m (460 ft) mentre sulle navi cerealicole era compreso tra i 126 e i 129 m (413–424 ft). La larghezza era invece sempre di 19 m (64 ft). Gli equipaggi di volo erano ospitati in locali angusti mentre carburante e munizioni venivano stivati senza alcuna protezione.
I lavori di trasformazione delle due prime unità, la Empire Mc Alpine e la Empire MacAndrew, iniziarono nel giugno del 1942. Per l'ottobre dello stesso anno venne deciso di sottoporre ad analoga modifica altre 10 unità (4 petroliere e 6 cerealicole). Era previsto di trasformare un totale di 32 navi anche se alla fine saranno solo 19 le MAC effettivamente realizzate. Ai nomi di molte di queste unità venne aggiunto il suffisso MAC proprio in riferimento al loro nuovo ruolo, mentre il suffisso Empire venne utilizzato dal ministero dei trasporti di guerra per distinguerle dalle navi anteguerra di proprietà privata: infatti queste navi erano state acquistate dal governo, in modo da rendere possibile fermarle per svolgere i lavori di trasformazione, che poi le aveva riaffittate alle compagnie di trasporto.
La componente del personale aereo, o Air Party, consisteva in un Air Staff Officier dal grado di Lt Commander, dagli equipaggi di volo, da un dottore e da un Batsman che controllava le operazioni di atterraggio. Oltre a questi erano presenti 10 cannonieri, 4 segnalatori e 3-4 marinai. Anche nell'equipaggio civile veniva aggiunto un operatore radio in più.
L'equipaggio di volo di ogni nave formava un Flight del 386th Naval Air Squadron. Questa unità aveva la sua base operativa presso la RNAS Maydown in Irlanda del Nord. Furono formati anche gli Squadron 860th (Dutch) e 861st (Dutch) con personale olandese.
Le MAC si dimostrarono un successo. Con i loro lenti ma robusti Swordfish potevano condurre efficaci pattugliamenti in ogni condizione. Alla fine furono effettuate un totale di 4.000 sortite e, record in tempo di guerra, i convogli da esse scortati non persero alcuna nave a causa degli U-Boot.
La prima nave britannica a sostituire le MAC fu la portaerei di scorta HMS Audacity che venne realizzata a partire dallo scafo di una nave cargo.